# Stefan Dutt
Stefan Dutt (* 17. August 1952; † 13. August 2024) war ein deutscher Hörspielregisseur. Ab 1984 war er als Hörspielregisseur tätig. Im August 1996 gewann Der Wunderheiler von Brian Friel unter seiner Regie die begehrte Auszeichnung Hörspiel des Monats. Bis 2015 war er an mehr als 250 Produktionen beteiligt.

## Hörspiele (Auswahl)
- 1989: Benjamin Kuras: “MWRNCKX” – Aus dem Tagebuch eines Aidsvirus
- 1993: Daniel Cil Brecher: Die Marx Brothers in Berlin
- 1994: Philippe Soupault: Die Wunder der Mademoiselle Stella
- 1995: Richard Hayton: An einem Freitag nicht eine Million Meilen vorbei
- 1997: Jenny Reinhardt: Malwine und Herr Kast
- 1999: Sabine Schiffner: Seenebel
- 2004: Robert Merle: Die geschützten Männer (Science-Fiction-Hörspiel – MDR)
- 2010: Erhard Schmied: Radio-Tatort: Hoffnungsschimmer
- 2010: Erhard Schmied: Hoffnungsschimmer
- 2011: Jörg Graser: Kreuzeder und die Kellnerin
- 2012: Jörg Graser:  Kreuzeder und der Tote im Wald
- 2013: Erhard Schmied: Radio-Tatort (Folge: Grüße aus Fukushima)
- 2014: Madeleine Giese: Radio-Tatort (Folge: Totentanz)
- 2015: Erhard Schmied: Radio-Tatort (Folge: In fremder Erde)